# Hitler geht kaputt
Hitler geht kaputt (russisch Гитлер капут! Gitler kaput!) ist eine russische Komödie aus dem Jahr 2008. Sie parodiert größtenteils die populäre sowjetische Spionageserie Siebzehn Augenblicke des Frühlings.

## Handlung
SS-Standartenführer Olaf Schurenberg ist ein sowjetischer Spion und soll geheime Dokumente aus dem Berliner Führerhauptquartier beschaffen. Zusätzlich fordert der Führungsstab von ihm, die Grundregeln der Verschwörung einzuhalten. Mit den Nazis die Freizeit zu verbringen, ist eine dieser Regeln. Obwohl er diese Betriebsfeiern hasst, überwindet er sich und nimmt an der Weltmeisterschaft im „Heil Hitler“-Grüßen teil oder erfreut die weiblichen Nachtschwärmerinnen in der Reichshauptstadt mit Gesangs- und Tanzeinlagen. Mit Anachronismen wie einem Nazi-Navi zeigt er, dass er auch technisch seiner Zeit weit voraus ist. Diesen Vorsprung büßt er leider durch Schusseligkeit wieder ein, wenn er etwa bei der Passkontrolle durch die SS seinen sowjetischen Spionageausweis statt seines SS-Dienstausweises vorzeigt.

## Reaktionen
Eine Organisation von St. Petersburger Kommunisten versuchte den Film zu verbieten.
Der Film erhielt größtenteils negative Kritiken.